# 加法尼亚-达恩卡尔纳桑
加法尼亚-达恩卡尔纳桑是葡萄牙阿威罗区的一个堂区。总面积11.71平方公里，总人口4907人，人口密度419人/平方公里。